# Sebacinezuur
Sebacinezuur is een dicarbonzuur met als brutoformule C10H18O4. De zuivere stof komt voor als een wit kristallijn poeder. Sebacinezuur komt voor in de natuur. 
De naam is afgeleid van de Latijnse woorden sebaceus en sebum, die respectievelijk talg-kaars en kaarsvet betekenen. Hierbij wordt gerefereerd aan het gebruikt van de stof bij het maken van kaarsen.

## Toepassingen
Op industriële schaal wordt sebacinezuur gebruikt voor het maken van plastics, smeermiddelen, cosmetica, kaarsen en hydraulische vloeistoffen. De dibutylester van sebacinezuur, dibutylsebacaat, is een veelgebruikte weekmaker. Tevens wordt de stof gebruikt als intermediair voor geurstoffen, antiseptica en verven.